# Paspalum oligostachyum
Paspalum oligostachyum là một loài thực vật có hoa trong họ Hòa thảo. Loài này được Salzm. ex Steud. mô tả khoa học đầu tiên năm 1853.